# ホタテーズ
ホタテーズは、ホリプロコム及び漫才協会に所属していた日本のお笑いコンビ。2021年4月30日解散。

## メンバー
- 後藤 亮介（ごとう りょうすけ、1986年5月26日（38歳） -）立ち位置は向かって右。

愛知県出身。
身長173cm、体重107kg、血液型はA型。
趣味はスポーツ観戦（野球、プロレス）。特技はDJ。
高校生時代の部活は野球部。
高校生時代、リンゴだけ朝昼晩1個ずつ丸かじりで食べて他の食べ物は全て断つというダイエットを半年間続け、体重を90kgから60kgに減らしたことがあった。モテたい一心でダイエットをしていたという。なお、栄養が偏らないようにサプリメントを併用していた。ただ高校卒業後は反動でリバウンドし、すぐに太って元に戻ったという。
福祉専門学校卒業後、老人ホームに1年ほど勤務していた。
かつて組んでいたコンビはアビリティモンキー（2009年11月解散）。
顔が高木ブーに似ている。
酒が苦手。
『カンニング竹山の土曜The NIGHT』において「キング・オブ・クズ芸人」の座を頂戴した。
2019年に結婚。同年11月に子供が生まれ父親になる。
M-1グランプリ2021には元湘南デストラーデのナオ・デストラーデとのコンビ「ビッグフェイス」で出場し、3回戦進出。
解散後事務所を退社し、フリーでピンで活動する。2022年5月にナオ・デストラーデ（元湘南デストラーデ）、石井勇気（元パンダユナイテッド）とのトリオ「マイアミバスケットボールクラブ」を結成。同年9月に浅井企画所属。
2024年3月12日、トリオの解散ならびに後藤のみ芸人引退を発表した。引退後は家族を支えるために就職するとしている。
- 川口 英之（かわぐち ひでゆき、1984年4月5日（40歳） -）立ち位置は向かって左。

愛知県出身。
身長175cm、体重73kg。
趣味はフィギュア遊び、ゲーム、電車（鉄道）、合コン。
かつて組んでいたコンビはダルメシアン（2009年10月解散）。
先端恐怖症。
指を差されると指された人物は不幸になるという呪いの人形を所有しており、それによって母親は亡くなり父親も目を患ったと怪談イベントなどで話している。一度お祓いに持って行ったが直前で気が変わりそのまま持ち帰った。危険だと認識しているが、現在は実家に放置してある。解散後はピン芸人として活動を続ける。

## 略歴・芸風
2人とも目黒笑売塾6期生出身（2007年4月入学、2008年3月卒業）。それぞれのコンビが解散後、同郷同士によって「ボストンミルク」と言うコンビ名で結成。2010年1月15日の『ホリプロお笑いライブNEO』でボストンミルクとして初出演。
2010年8月に、ボストンミルクからホタテーズにコンビ名を改名。現コンビ名の名付け親は、事務所の先輩である設楽統（バナナマン）。設楽には「ボストンミルクという名前が覚えにくいから、明日からホタテーズにしろ」と言われて改名した。どんな調味料を使っても相性がいいし身近ながら時に高級食材にもなり、ホタテを嫌いな奴はいないだろうという理由だった。なお「ホタテーズ」という名前は、最初設楽が同じ事務所のオキシジェンに改名案として提示したものだった。
ネタは主に漫才で、後藤が「どうせ頑張っても売れないんだから頑張らずに売れない方がマシ」「自分より下の人間を見るのが好き」などのクズな発言や尊敬する先輩のクズ人間ぶりを暴露する話を繰り出し、それに川口がツッコむ「クズ漫才」が主流である。『おもしろ荘』出演時は「漫才史上最強のクズ!!ついに登場」というキャッチフレーズがついていた。太っている後藤を川口がいじるパターンも多く、ネタの中で、川口は太っている後藤のことを「お相撲さん」とよく言っている。後藤のキレ口調なツッコミも特徴。
2人は主従のような関係にあると言われ、後藤は解散願望が強いが川口は解散したくないと話しており、川口は後藤に「それなら月謝を払え」と言われて、2017年時点で毎月5000円を払っていたという。なお、その「月謝」は解散したら川口に返す「保証金」のようなものとして、後藤は当初使っていなかったとのことである。後藤は自分らホタテーズのことを「解散調停コンビ」と表現していた。
2017年7月11日に新宿バティオスにて初の単独ライブ「scallop butter」を開催。
2018年2月7日に新宿バティオスにて2度目の単独ライブ「canned scallops」を開催。
2018年4月、後藤が月謝を2万5000円に増額して、それをすべてギャンブルに使っていることを告白。前述のようにキング・オブ・クズ芸人となった。その後同年12月時点で、コンビ間での月謝制度は廃止になった模様。
2020年度漫才新人大賞本選進出。
2021年4月30日を以て解散。

## 出演

### テレビ
- オンバト+（NHK総合）戦績0勝1敗 161KB
- お笑い図鑑 ハマヌキ（tvk）
- PON!（日本テレビ）- 2015年8月12日
- ぐるナイおもしろ荘 若手にチャンスを頂戴 今年も誰か売れてSP（日本テレビ）- 2016年1月1日
- お笑いトレンディ夜会（BS朝日）- 2016年9月27日
- 冗談手帖（BSフジ）
- 本能Z（CBCテレビ）
- 冗談騎士（BSフジ）- 2018年4月～、レギュラー出演

### ラジオ
- マイナビ Laughter Night（TBSラジオ）

### ライブ
- ホリプロお笑いライブ（NEXT、NEO）
- ミリタリーチャリティライブ
- お笑いロイヤルボックス
- 人力舎ライブ「スタートダッシュ」
- プレスリーvol.15
- JAMEお笑いハーベスト
- ブレイクアウト
- Mr.Perfomer
- 中野風
- ハッ!!ちゃけライブ
- スタイル 
など

### その他
- Anisong Ichiban!! presented by Horipro - MC（野口綾子と共に）